# 菊花木畸羽節蜱
菊花木畸羽節蜱（学名：Aberoptus championus）为節蜱科木畸羽節蜱屬下的一个种。